# Титидзима (остров)
Титидзима (яп. 父島, «остров-отец»), ранее известен как остров Пиль (англ. Peel Island) — самый крупный остров из архипелага Титидзима группы островов Огасавара, префектуры Токио, Япония. Площадь острова составляет 23,8 км², население — около 2400 человек (2005).
Титидзима является центром села Огасавара, административной единицы Токио.

## География
Остров ценен уникальной флорой и фауной, из-за того, что в течение веков он не имел связи с континентом. Остров превращён в национальный парк.

## История
Во время Второй мировой войны на острове расположилась военно-морская база Японии. На Титидзиме находился постоянный контингент в 1200 человек, усиленный 3700 солдатами имперской армии Японии.